# Ultimele gogoși calde
Ultimele gogoși calde este o operă literară scrisă de Ion Luca Caragiale. 